# Adolf Wendt (Maler)
Adolf Wendt (* 10. Oktober 1871 in Schwerin; † 1953) war ein deutscher Maler und Radierer.

## Leben
Wendt war promovierter Dentist. Die Fertigkeit zu malen erwarb er sich autodidaktisch. Sein Werk umfasst überwiegend Porträts, Blumengemälde und Landschaftsdarstellungen. Wendt war von 1938 bis 1944, außer 1941, auf allen Großen Deutschen Kunstausstellung im neuen Münchner Glaspalast (Haus der Deutschen Kunst)  vertreten, 1939 mit einem Stilleben mit Hasen und 1940 mit einem Stilleben mit weißem Huhn. Bereits zuvor hatte er mindestens seit 1921 an Ausstellungen in München teilgenommen.
Werke (Auswahl)
- Klosterküche in Rothenburg ob der Tauber (Radierung)
- Anna-Kloster in München – Bayertor in Landsberg am Lech (Radierung)
- Alter Russenkopf (Radierung)
- Stilleben mit Wildente (Öl)
- Stilleben mit Kabeljau (Öl)

Sein Grab befindet sich auf dem Münchner Nordfriedhof (Grab 3-U-47).